# Hintersee (Ramsauer Ache)
Der Hintersee (früher Ferchensee oder Forchensee, von Förche „Forelle“) ist ein 16,4 Hektar großer See in der Gemeinde Ramsau im Berchtesgadener Land, rund zwei Kilometer westlich des Ortskerns von Ramsau. Nach ihm benannt ist die Ortschaft Hintersee direkt an seinem Westufer mit rund 100 Einwohnern, südwestlich der Gnotschaft Antenbichl, zu der es ursprünglich gehörte.

## Geographie

### Entstehung
Der Hintersee zu Füßen der Reiteralpe und des Hochkalter bildete sich vor rund 3500 bis 4000 Jahren, als ein Felssturz aus dem Blaueistal vom Hochkaltermassiv, der eine Fläche von 75 Hektar bedeckt, den am Hirschbichl entspringenden Klausbach staute und gleichzeitig den Zauberwald schuf. Um eine weitere Verlandung durch das mitgeführte Geschiebe zu verhindern, wurde etwa 1900 der Klausbach um den Hintersee bis zu dessen Überlauf, dem Sillersbach, herumgeführt, um schließlich in die Ramsauer Ache zu münden. Dennoch hat der See heute nur noch ein Drittel seiner ursprünglichen Fläche.

### Lage und Landschaft
Der See liegt vollständig innerhalb der Gemarkung Forstbezirk Hintersee, die bis zu ihrer Eingemeindung nach Ramsau bei Berchtesgaden am 1. Januar 1984 ein gemeindefreies Gebiet war. Mit seinem Westufer grenzt er jedoch an die Gemarkung Ramsau, speziell an den ursprünglich zur Gnotschaft Antenbichl gehörigen Ortsteil Hintersee.
Der See wird heute nur noch durch kleine Zuläufe aus Westen und Nordwesten gespeist. Zu diesen gehört der Antonigraben, der unterhalb des Edelweißlahnerkopfs entspringt und wenige Meter von der denkmalgeschützten Antonikapelle (mit Walmdach, 17. Jahrhundert) in den See mündet. Das Gewässer besitzt eine maximale Wassertiefe von 18 Metern und erreicht in den Sommermonaten eine Wassertemperatur von rund 16 °C.

## Erschließung und Nutzung

### Allgemeines
Der See ist Eigentum des Freistaates Bayern, für dessen Verwaltung die Bayerische Verwaltung der staatlichen Schlösser, Gärten und Seen zuständig ist.
Der See ist von Ramsau aus zu Fuß durch den Zauberwald erreichbar. Den See befährt eine Elektrobootlinie, und es können Ruder- und Tretboote geliehen werden. Am Ufer des Hintersees befinden sich das CVJM-Gästehaus sowie einige Hotels und Gaststätten.
(Siehe auch Gastronomie im Artikel zum Ort)

### Nutzung im Winter
Der See friert im Winter regelmäßig zu und wird von Eisläufern, Eisstockschützen und Wanderern genutzt.
Vom Hintersee aus gelangt man in etwa 30 Minuten zur Wildfütterung im Klausbachtal.

### Geschichte

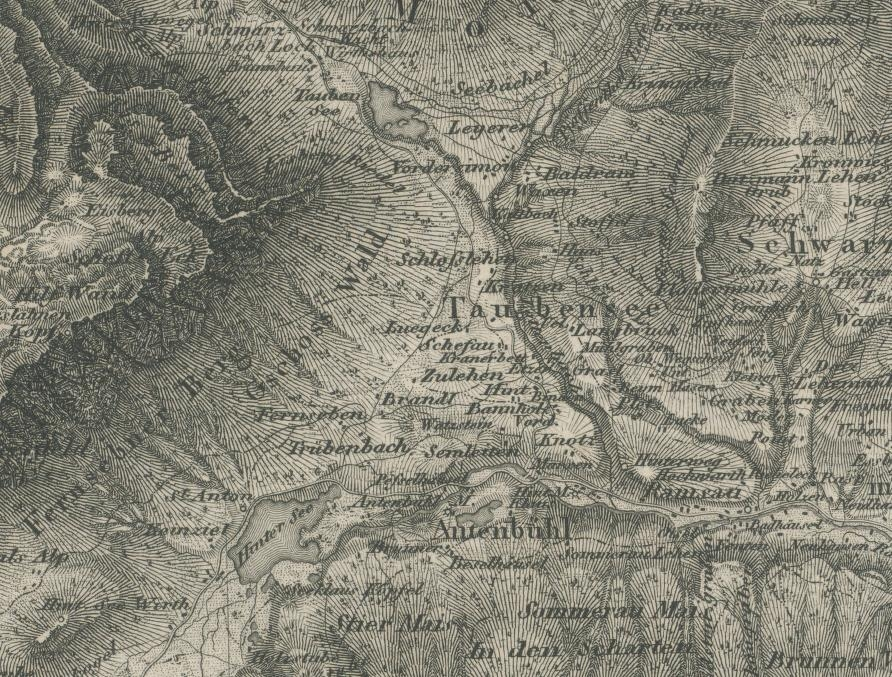
Historische Karte (1830–1840) mit dem „Hinter See“ im Süden

Am Hintersee vorbei führte der wichtige Handelsweg über den Hirschbichl in den Pinzgau, der nach Gründung des Klosterstifts Berchtesgaden zur ersten Besiedlung Ramsaus beigetragen hat.
Nach Begründung des Freistaates Bayern war das Forsthaus am Hintersee für König Ludwig III. die letzte Station in Bayern, bevor er im Salzburger Anif seine Beamten und Soldaten in der „Anifer Erklärung“ vom Treueeid entband.
Nach der Bombardierung des Obersalzbergs wurde ein Teil der NS-Funktionäre an den Hintersee verlegt. Kurz vor Ende des Zweiten Weltkrieges wurde dort am 1. Mai 1945 auf Befehl von General August Winter das Kriegstagebuch des Oberkommandos der Wehrmacht (OKW) mit sämtlichen Text- und Anlagenbänden vernichtet.

### Kultur
Im 19. Jahrhundert hatte sich am Hintersee eine bekannte Malerkolonie vor allem aus Vertretern der Münchner und Wiener Schule entwickelt, darunter Wilhelm Busch, Carl Rottmann, Ludwig Richter, Carl Schuch, Karl Hagemeister, Thomas Fearnley, Friedrich Gauermann, Ferdinand Waldmüller und Frederik Christian Kiærskou (1805–1891). Unter ihnen hat dann u. a. Carl Rottmann auch den See selbst zum Bildmotiv erhoben. Vielen von ihnen dienten der Gasthof Auzinger und seine Vorgängerwirtschaft Hint. See Wirth als Treffpunkt und Herberge. Der sogenannte Ramsauer Malerweg führt vom Ramsauer Dorfzentrum aus durch den Zauberwald zum Hintersee an den bevorzugten Standorten der Maler entlang.
Der Hintersee diente auch als Kulisse mehrerer Filme.
Nach über 50-jähriger Pause wurde im August 2009 mit großer Publikumsresonanz wieder ein Seefest am Hintersee durchgeführt. Es wird jetzt wieder alle vier Jahre durchgeführt.
Am Hintersee wurde 2010 im Rahmen der Nationalpark-Festspiele die Martinsklause von Ganghofer als Freilichtaufführung inszeniert.

## Bildergalerie
- Historische Gemälde bzw. Aufnahmen:

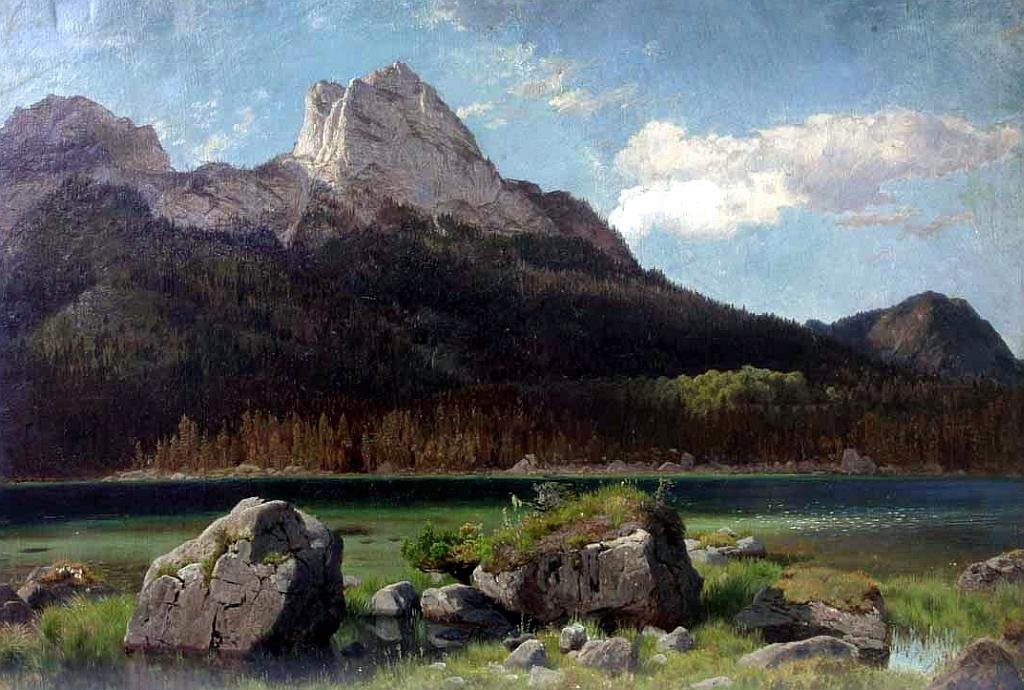
Johann Wilhelm Schirmer: Der Hintersee bei Berchtesgaden (1838)
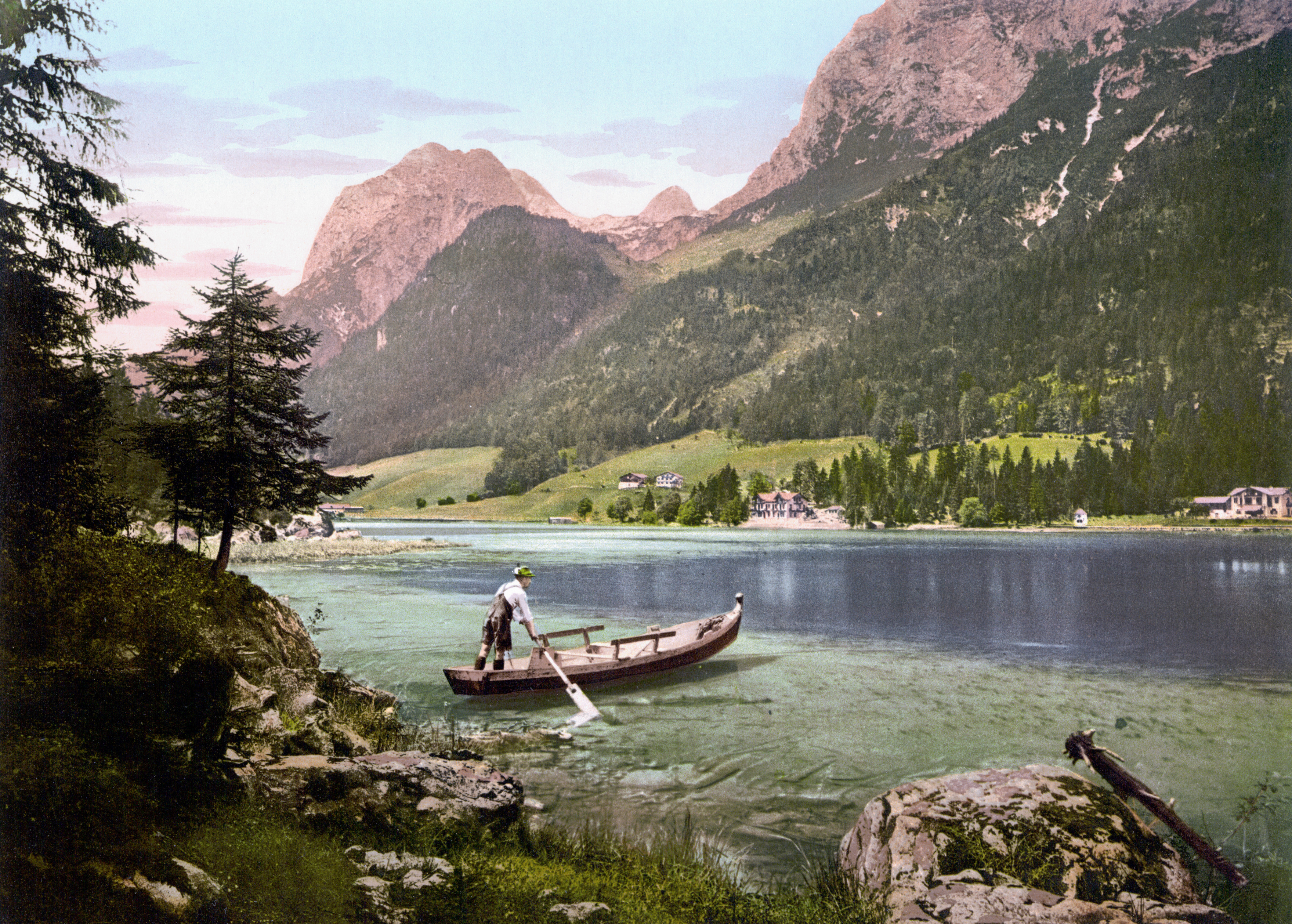
Hintersee um 1900 (Photochromdruck)

- Aktuelle Aufnahmen

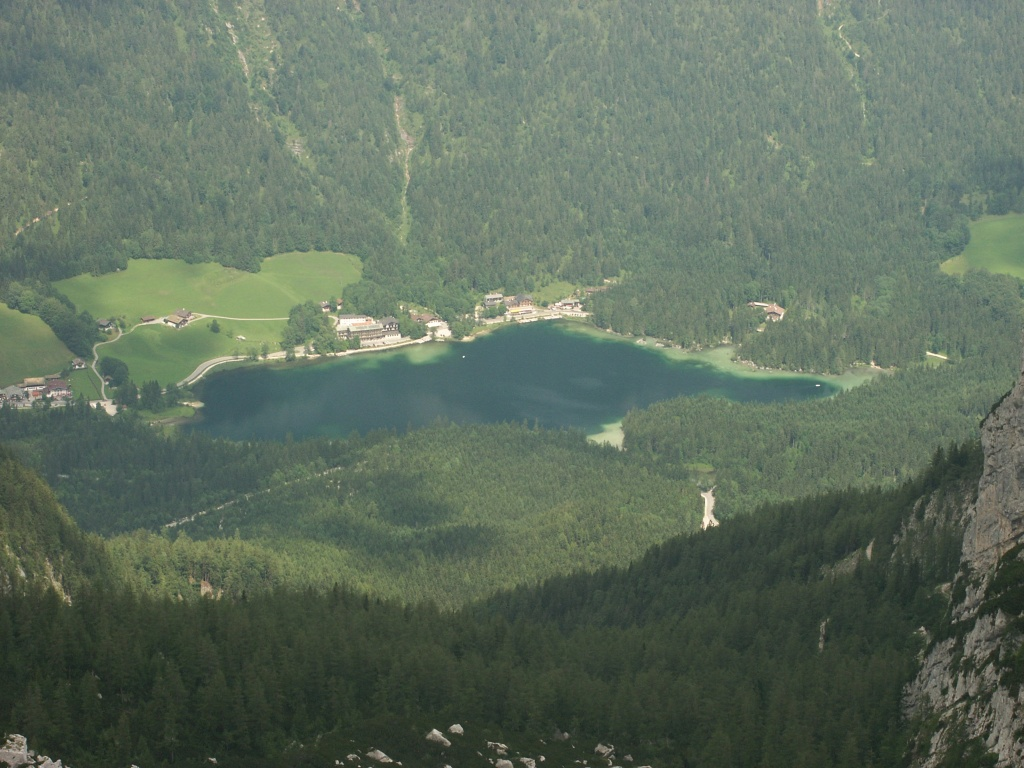
Blick Anstieg Schärtenspitze: Hintersee mit Dorf Hintersee
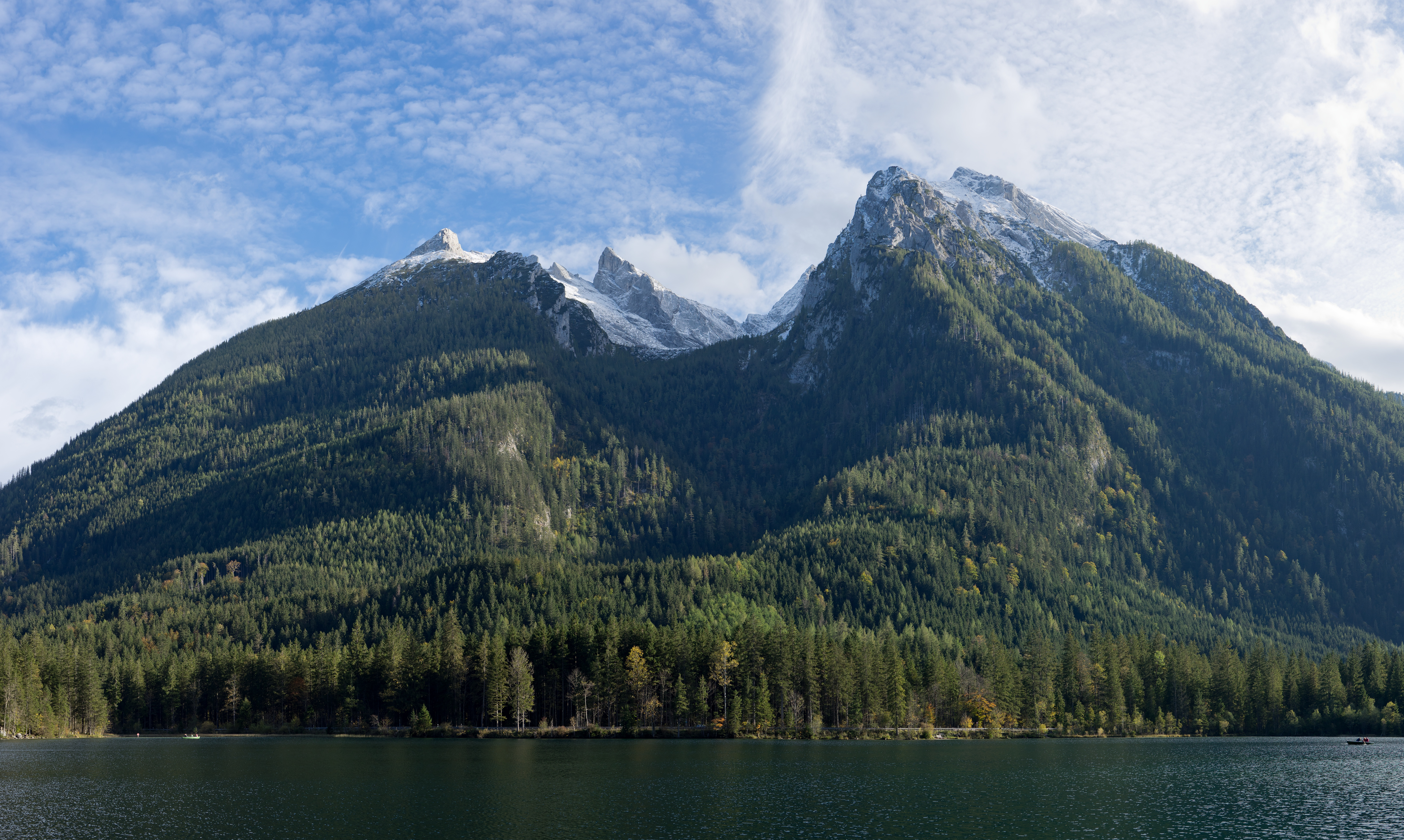
Blick vom Hintersee zum Hochkaltergebirge mit der Schärtenspitze
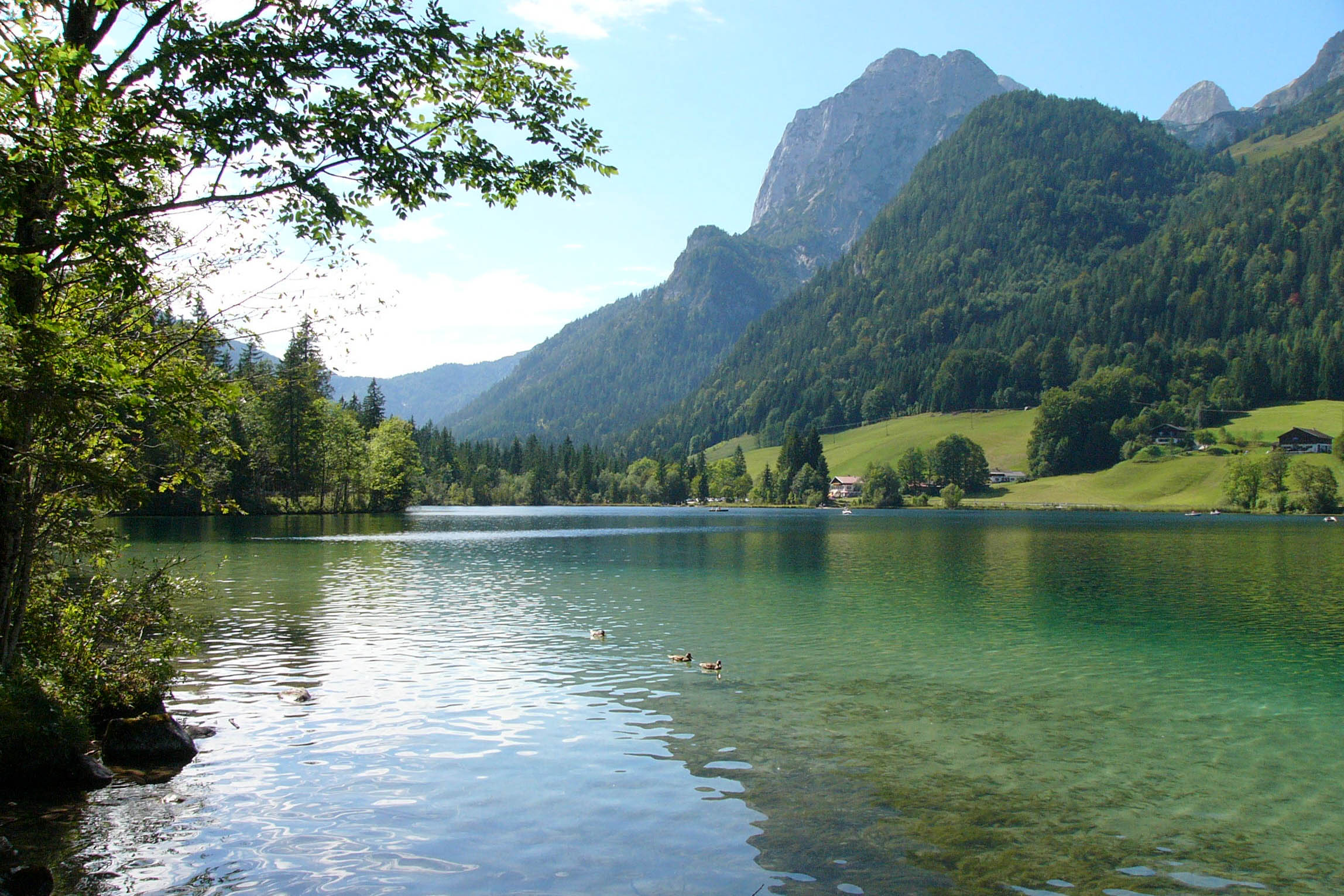
Hintersee bei Ramsau mit Mühlsturzhorn
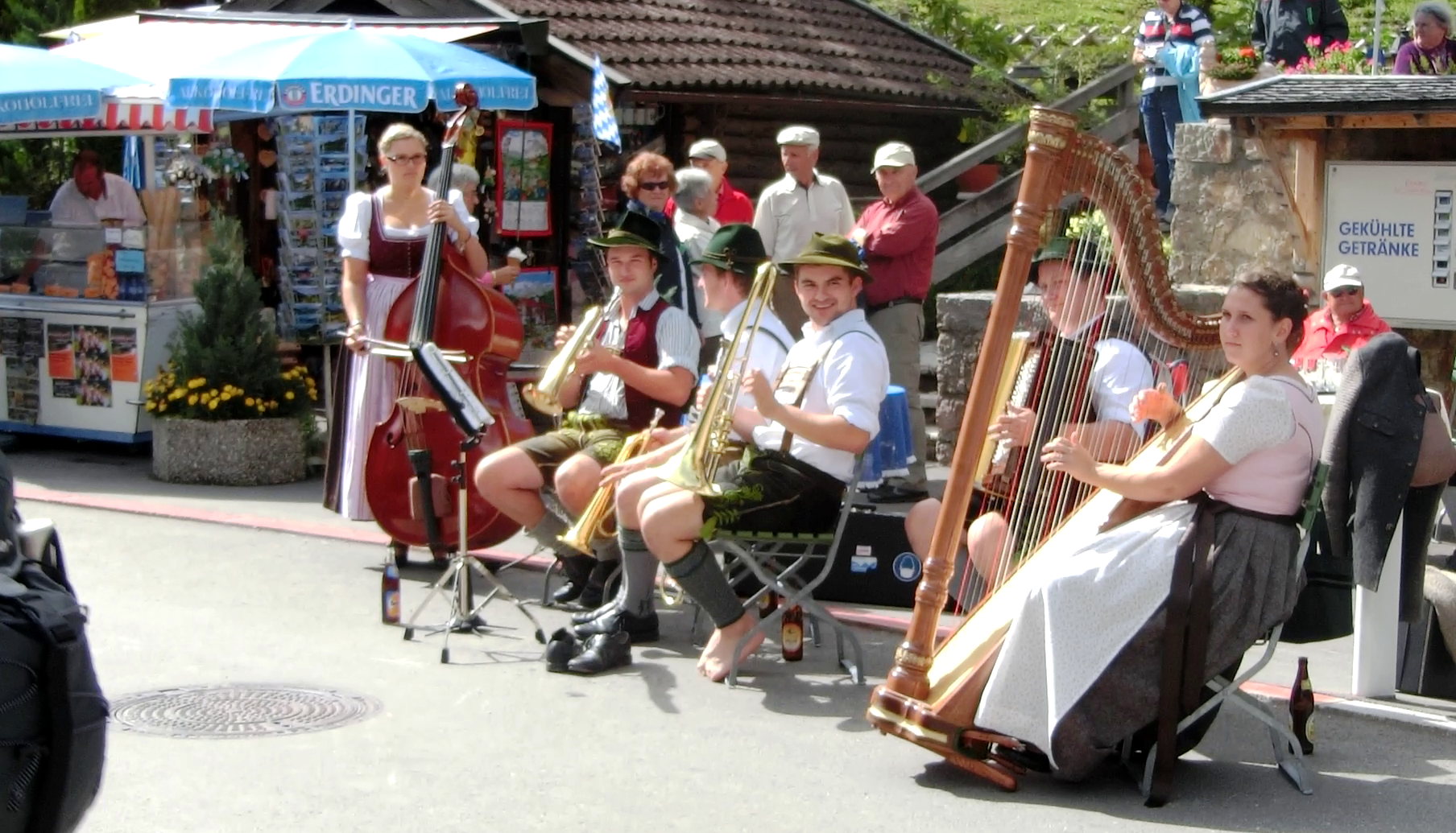
Musikanten beim Seefest 2013
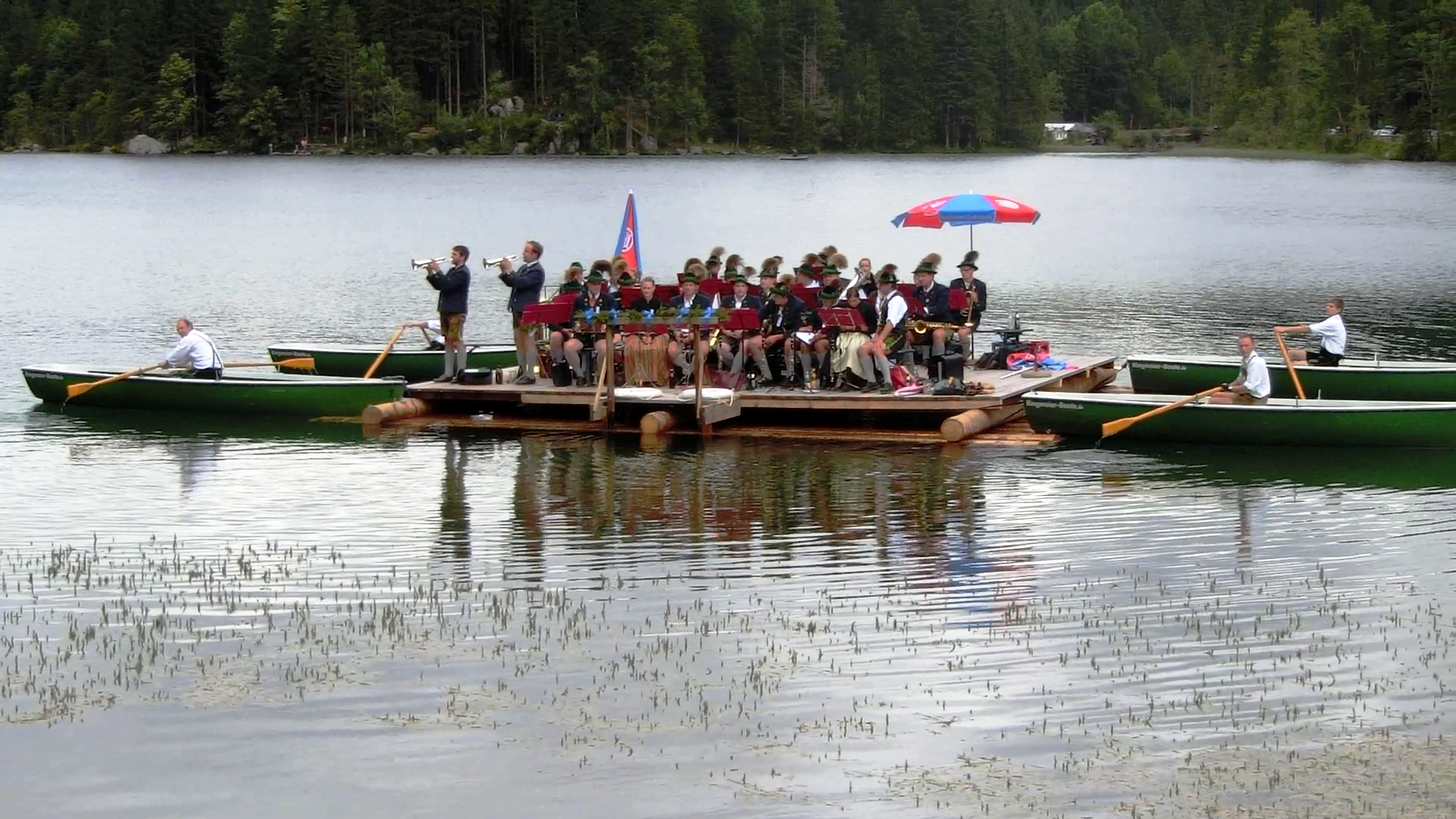
Musikanten beim Seefest 2013